# إم هيرو
شركة إم هيرو لتكنولوجيا السيارات المحدودة (بالإنجليزية: M-Hero Automotive Technology Co., Ltd.) (بالصينية: 东风汽车集团股份有限公司猛士汽车科技公司؛ بالصينية: 猛士科技؛ البينيين: Měngshī Kējì)، والمعروفة باسم إم هيرو (بالإنجليزية: M-Hero)، هي شركة صينية مملوكة للدولة تابعة لشركة دونغفينغ موتور المتخصصة في السيارات الكهربائية الفاخرة عالية الأداء على الطرق الوعرة. الاسم التجاري منغشي Mengshi" (猛士)" موروث من خط المركبات العسكرية لشركة دونغفنغ. تركز شركة إم هيرو على إنتاج المركبات الكهربائية المتقدمة (EVs) والمركبات الكهربائية ذات المدى البعيد (EREVs) للسوق المدنية.

## التاريخ
تأسست إم هيرو في عام 2022 كشركة تابعة لمجموعة دونغفنغ للسيارات (DFG)، وهي شركة مدرجة تحت شركة دونغفينغ موتور (DFM) الأكبر حجمًا. في حين تعمل إم هيرو في قطاع السيارات الاستهلاكية، تركز دونغفينغ منغشي Dongfeng Mengshi (东风猛士)، وهي كيان منفصل تابع لشركة DFM، على إنتاج المركبات العسكرية. يكمن التمييز بين العلامتين التجاريتين في شركاتهما الأم وتركيزهما على السوق، حيث يتم تصنيف العمليات العسكرية لشركة DFM إلى حد كبير.
في عام 2023، كشفت إم هيرو عن أول طراز إنتاجي لها، وهو إم هيرو 917، وهي سيارة SUV فاخرة كاملة الحجم مخصصة للطرق الوعرة ومتوفرة في كل من إصدارات EV وEREV. تتميز السيارة بقوة تزيد عن 1000 حصان ومدى يصل إلى 505 كيلومترًا (314 ميلًا)، مما يجعلها منافسًا عالي الأداء في سوق السيارات الكهربائية الفاخرة.

## المنتجات
تركز مجموعة منتجات إم هيرو على المركبات الفاخرة عالية الأداء المخصصة للطرق الوعرة. وتشمل النماذج الرئيسية ما يلي:

### النماذج الحالية
- إم هيرو 917 (2023–حتى الآن)، سيارة رياضية متعددة الاستخدامات فاخرة كاملة الحجم، تعمل بالبطارية/تعمل بالكهرباء[3]
  - إم هيرو 917 إل (للبدء)، نسخة ذات قاعدة عجلات طويلة
- إم هيرو إم هانتر (2024–حتى الآن)، مركبة تعمل بالتحكم عن بعد بالحجم الكامل، مركبة تعمل بالبطارية/مركبة تعمل بالبطارية
- إم هيرو إم 817 (2025 حتى الآن)، سيارة رياضية متعددة الاستخدامات كاملة الحجم، هجينة قابلة للشحن

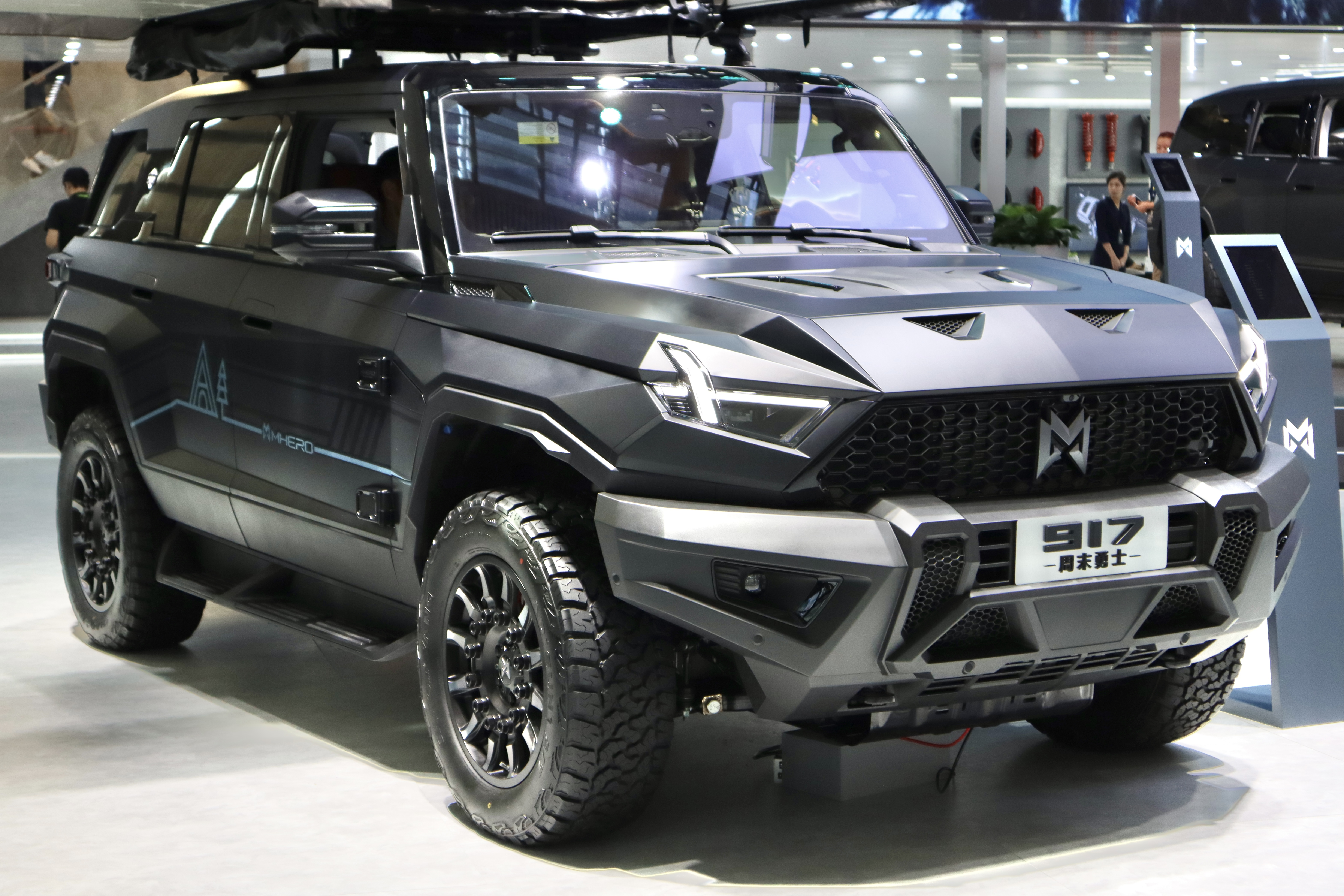
إم هيرو 917  [لغات أخرى]‏
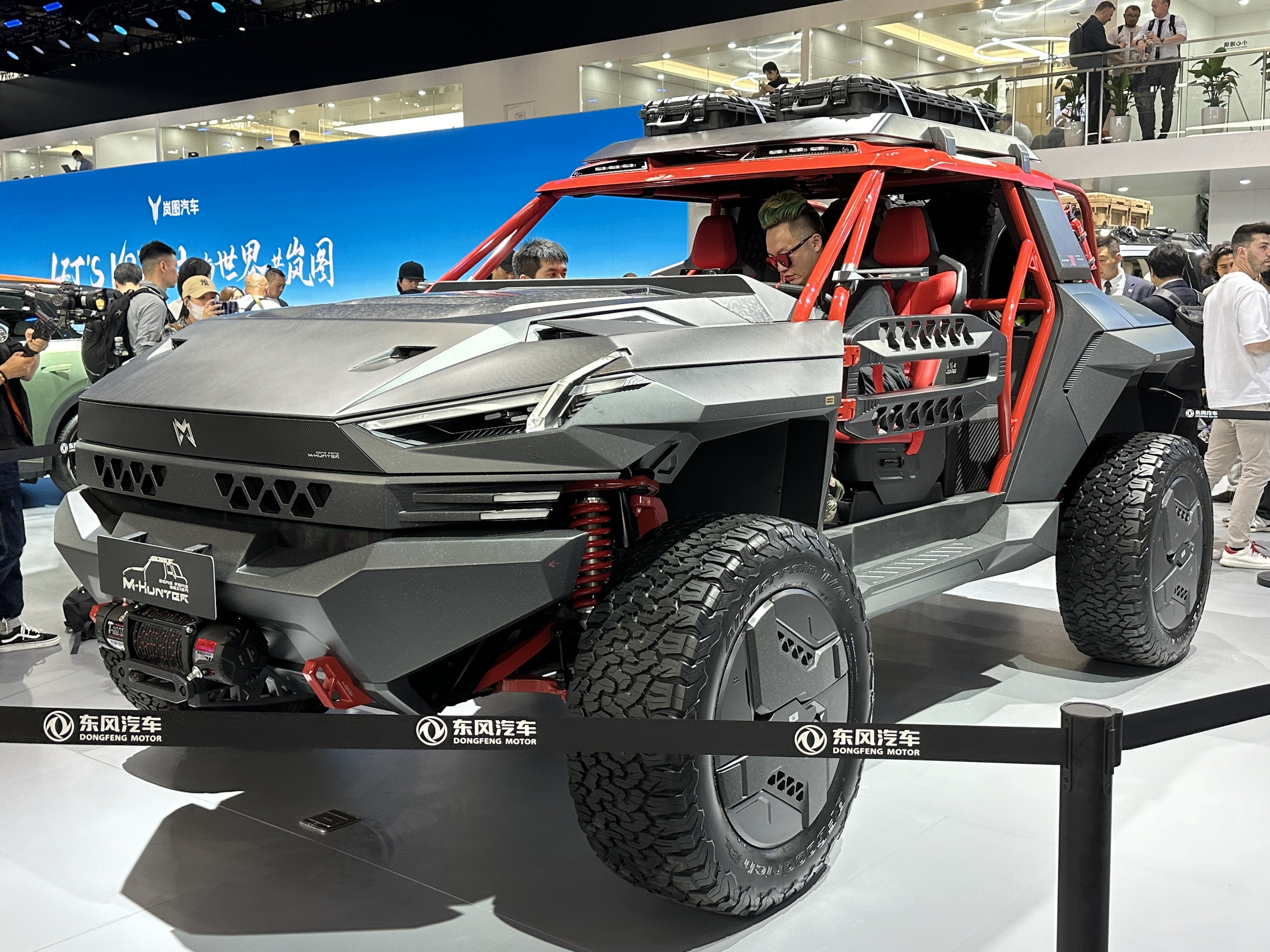
إم هيرو إم هانتر
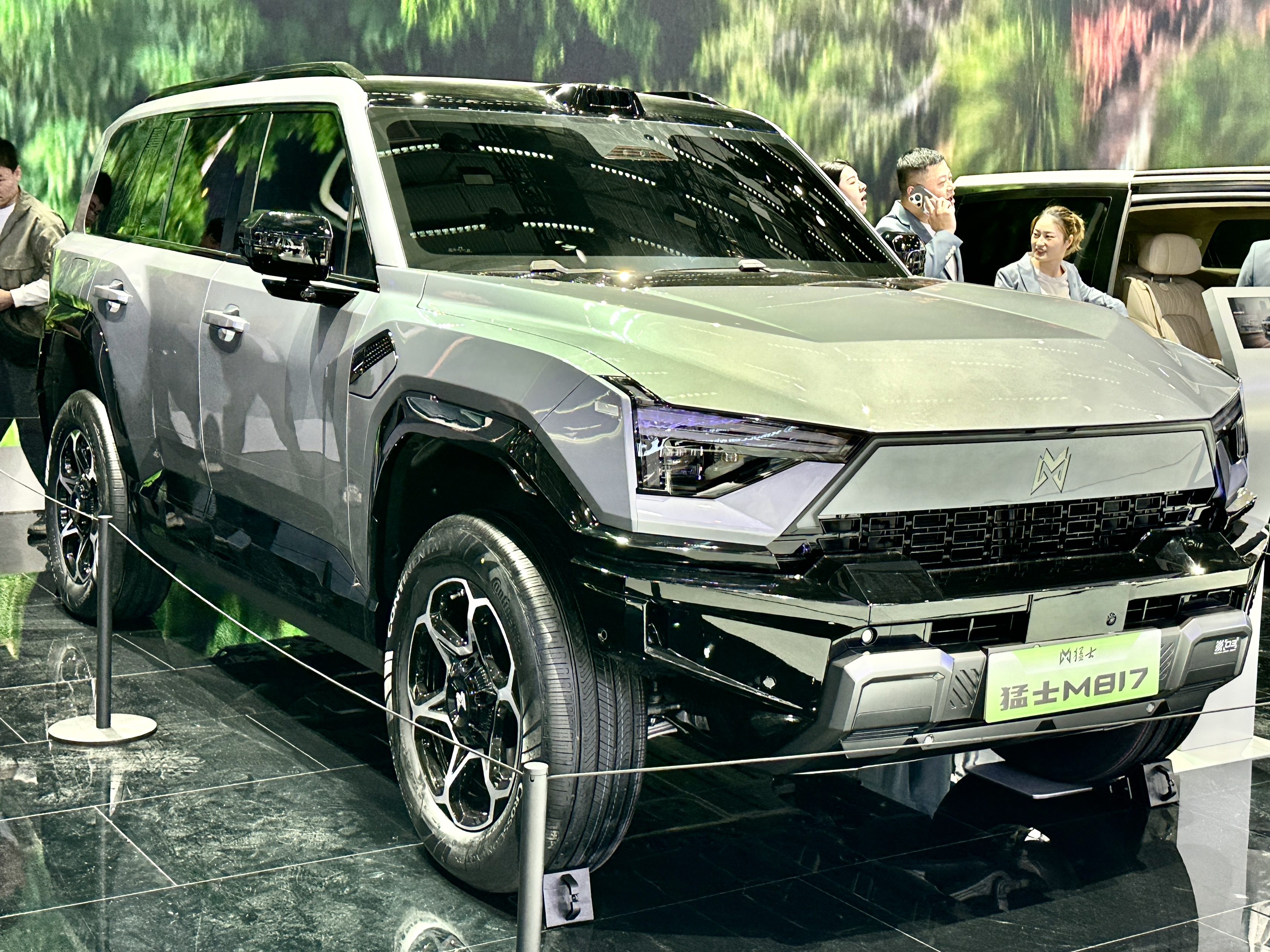
إم هيرو إم 817  [لغات أخرى]‏

### النماذج القادمة
- إم هيرو إم 800 (للبدء)، سيارة رياضية متعددة الاستخدامات كاملة الحجم، BEV/EREV